# Пім Дусбург
Пім Дусбург (нід. Pim Doesburg, 28 жовтня 1943, Роттердам — 17 листопада 2020) — нідерландський футболіст, воротар.
Насамперед відомий виступами за клуби «Спарта» та ПСВ, а також національну збірну Нідерландів.
Дворазовий чемпіон Нідерландів.

## Клубна кар'єра
У дорослому футболі дебютував 1962 року виступами за команду клубу «Спарта», в якій провів п'ять сезонів, взявши участь у 137 матчах чемпіонату. 
Протягом 1967—1970 років захищав кольори команди клубу ПСВ.
Своєю грою за останню команду знову привернув увагу представників тренерського штабу клубу «Спарта», до складу якого повернувся 1970 року. Цього разу відіграв за команду з Роттердама наступні десять сезонів своєї ігрової кар'єри. Більшість часу, проведеного у складі «Спарти», був основним гравцем команди.
У 1980 році повернувся до клубу ПСВ, за який відіграв 7 сезонів.  Завершив професійну кар'єру футболіста виступами за команду «ПСВ Ейндговен» у 1987 році.

## Виступи за збірну
У 1967 році дебютував в офіційних матчах у складі національної збірної Нідерландів. Протягом кар'єри у національній команді, яка тривала 15 років, провів у формі головної команди країни лише 8 матчів.
У складі збірної був учасником чемпіонату світу 1978 року в Аргентині, де разом з командою здобув «срібло», чемпіонату Європи 1980 року в Італії.

## Титули і досягнення
- Чемпіон Нідерландів (2):

ПСВ:  1985–86, 1986–87
- Віце-чемпіон світу: 1978